# Злоупотреба алкохола
Злоупотреба алкохола је конзумирање алкохола у већим количинама и на такав начин да штети или доводи у опасност добробит конзумента или особа са којима долази у контакт.